# Leptochrysa
Leptochrysa is een geslacht van insecten uit de familie van de gaasvliegen (Chrysopidae), die tot de orde netvleugeligen (Neuroptera) behoort.

## Soort
- L. prisca Adams & Penny, 1992